# Videografia lui Justin Timberlake
Artistul american Justin Timberlake a apărut în mai multe videoclipuri muzicale și programe de televiziune. Videografia lui include treizeci și trei de videoclipuri muzicale, două apariții în videoclipurile unor alți artiști, patru albume video și șaptesprezece apariții în filme. El a cunoscut succesul prima dată în apariția sa din seriile televizate Clubul lui Mickey Mouse de pe Disney Channel, împreună cu Britney Spears, Christina Aguilera și actorul Ryan Gosling. Faima lui Timberlake a crescut la sfârșitul anilor 1990 ca și solistul trupei de băieți 'N Sync. În 2002, el s-a lansat în cariera solo și a lansat primul lui single „Like I Love You” al cărui videoclip a fost regizat de Bucky Chrome. Francis Lawrence a regizat videoclipul piesei „Cry Me a River”. Videoclipul îl are în prim plan pe Timberlake care spionează o tânără dragoste pierdută care, după spusele directorului, o înfățișează pe fosta lui iubită Britney Spears. La premiile MTV Video Music Awards din 2003, videoclipul i-a adus artistului premiul Best Male Video (Cel mai bun videoclip masculin) și Best Pop Video (Cel mai bun videoclip Pop).
În 2005, Timberlake a apărut în thriller-ul Edison împreună cu Morgan Freeman și Kevin Spacey. Filmul a primit comentarii negative din partea criticilor de film și a fost o bombă în box office. Mai târziu, acesta va interpreta rolul lui Frankie Ballenbacher în drama Alpha Dog (2006) care a primit mai multe păreri diferite din partea criticilor, urmând să devină un succes în box office. În același an, Timberlake și-a lansat al doilea album FutureSex/LoveSounds — patru videoclipuri muzicale au fost filmate. Samuel Bayer a regizat videoclipul pentru „What Goes Around... Comes Around” (2007) în care actrița americană Scarlett Johansson joacă rolul iubitei lui Timberlake. În anii 2007-2009, el a apărut în videoclipuri muzicale pentru colaborările lui cu artiști printre care și 50 Cent („Ayo Technology”), Madonna („4 Minutes”) sau T.I. („Dead and Gone”). Timberlake a avut un rol important în drama The Social Network (2010), interpretând rolul lui Sean Parker, primul președinte Facebook. Filmul a primit felicitări din partea criticilor și a devenit un succes în box office. În 2011, a jucat roluri în comediile Bad Teacher și Friends with Benefits împreună cu Cameron Diaz, respectiv Mila Kunis, ambele comedii devenind în scurt timp succese comerciale.

## Videoclipuri muzicale

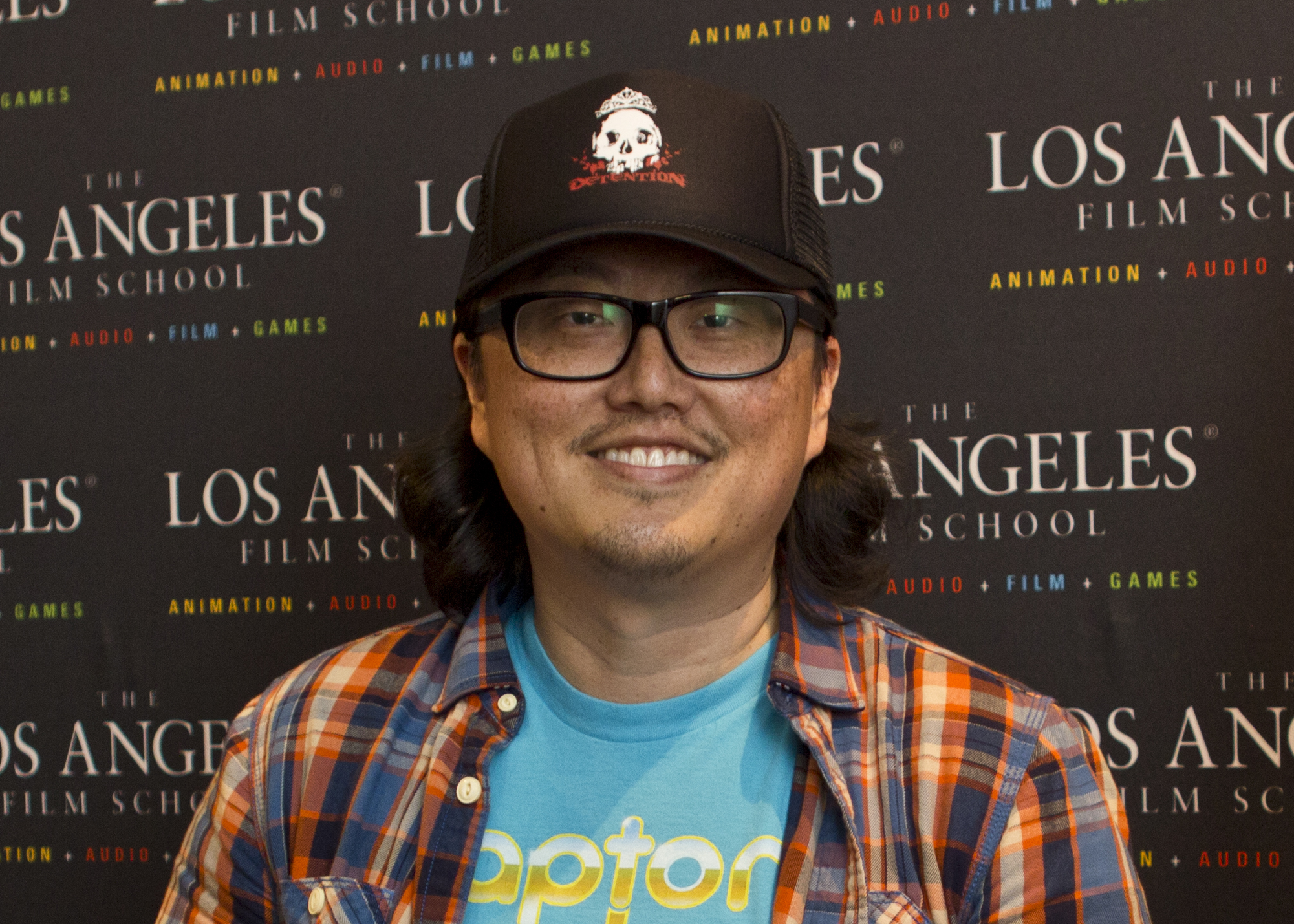
Videoclipurile muzicale „Work It” și „Ayo Technology” au fost regizate de Joseph Kahn.

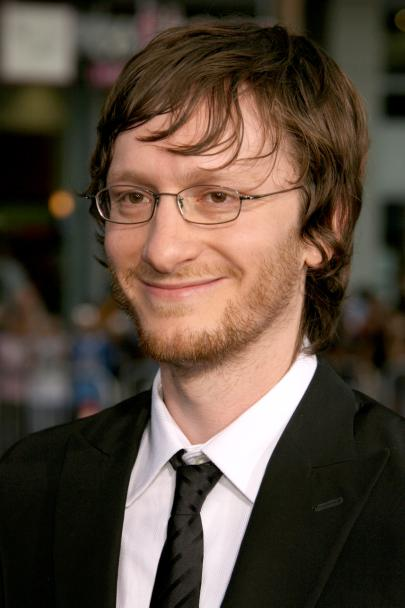
Akiva Schaffer a regizat videoclipurle muzicale pentru „Dick in a Box”, „Motherlover” și „3-Way (The Golden Rule)”.

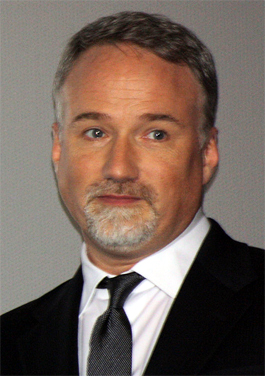
David Fincher a regizat videoclipul muzical pentru single-ul lui Timberlake din 2013, „Suit & Tie”.

### Ca interpret
| Titlu                                      | Alți interpreți             | Director(i)                                    | Album                         | An   | Ref.   |
| ------------------------------------------ | --------------------------- | ---------------------------------------------- | ----------------------------- | ---- | ------ |
| „Like I Love You”                          | Clipse                      | Bucky Chrome                                   | Justified                     | 2002 | [ 16 ] |
| „Cry Me a River”                           | N/A                         | Francis Lawrence                               | Justified                     | 2002 | [ 17 ] |
| „Work It”                                  | Nelly                       | Joseph Kahn                                    | Nellyville                    | 2003 | [ 18 ] |
| „Rock Your Body”                           | N/A                         | Francis Lawrence                               | Justified                     | 2003 | [ 19 ] |
| „Señorita”                                 | N/A                         | Paul Hunter                                    | Justified                     | 2003 | [ 20 ] |
| „I'm Lovin' It”                            | N/A                         | Paul Hunter                                    | N/A                           | 2003 | [ 21 ] |
| „Signs”                                    | Snoop Dogg Charlie Wilson   | Paul Hunter                                    | R&G: The Masterpiece          | 2005 | [ 22 ] |
| „SexyBack”                                 | N/A                         | Michael Haussman                               | FutureSex/LoveSounds          | 2006 | [ 23 ] |
| „My Love”                                  | T.I.                        | Paul Hunter                                    | FutureSex/LoveSounds          | 2006 | [ 24 ] |
| „Dick in a Box”                            | The Lonely Island           | Akiva Schaffer                                 | Incredibad                    | 2006 | [ 25 ] |
| „What Goes Around... Comes Around”         | N/A                         | Samuel Bayer                                   | FutureSex/LoveSounds          | 2007 | [ 26 ] |
| „Give It to Me”                            | Timbaland Nelly Furtado     | Paul Allen Timbaland                           | Shock Value                   | 2007 | [ 27 ] |
| „LoveStoned/I Think She Knows (Interlude)” | N/A                         | Robert Hales                                   | FutureSex/LoveSounds          | 2007 | [ 28 ] |
| „Ayo Technology”                           | 50 Cent Timbaland           | Joseph Kahn                                    | Curtis                        | 2007 | [ 29 ] |
| „4 Minutes”                                | Madonna                     | Jonas & François                               | Hard Candy                    | 2008 | [ 30 ] |
| „Dead and Gone”                            | T.I.                        | Chris Robinson                                 | Paper Trail                   | 2009 | [ 31 ] |
| „Love Sex Magic”                           | Ciara                       | Diane Martel                                   | Fantasy Ride                  | 2009 | [ 32 ] |
| „Motherlover”                              | The Lonely Island           | Akiva Schaffer Jorma Taccone                   | Turtleneck & Chain            | 2009 | [ 33 ] |
| „Carry Out”                                | Timbaland                   | Bryan Barber                                   | Shock Value II                | 2010 | [ 34 ] |
| „Love Dealer”                              | Esmée Denters               | The Malloys                                    | Outta Here                    | 2010 | [ 35 ] |
| „Ain't No Doubt About It”                  | The Game Pharrell           | Diane Martel                                   | N/A                           | 2010 | [ 36 ] |
| „3-Way (The Golden Rule)”                  | The Lonely Island Lady Gaga | Akiva Schaffer Jorma Taccone                   | The Wack Album                | 2011 |        |
| „Role Model”                               | FreeSol                     | Justin Timberlake Joseph Toman Aaron Platt     | No Rules                      | 2011 | [ 37 ] |
| „Fascinated”                               | FreeSol Timbaland           | Colin Tilley                                   | No Rules                      | 2011 | [ 38 ] |
| „Suit & Tie” (Versiunea cu versuri)        | Jay Z                       | Laban Pheidias                                 | The 20/20 Experience          | 2013 | [ 39 ] |
| „Suit & Tie”                               | Jay Z                       | David Fincher                                  | The 20/20 Experience          | 2013 | [ 40 ] |
| „Mirrors”                                  | N/A                         | Floria Sigismondi                              | The 20/20 Experience          | 2013 | [ 41 ] |
| „Tunnel Vision”                            | N/A                         | Jonathan Craven Simon McLoughlin Jeff Nicholas | The 20/20 Experience          | 2013 | [ 42 ] |
| „Take Back the Night”                      | N/A                         | Jeff Nicholas Jonathan Craven Darren Craig     | The 20/20 Experience – 2 of 2 | 2013 | [ 43 ] |
| „Holy Grail”                               | Jay Z                       | Anthony Mandler                                | Magna Carta Holy Grail        | 2013 | [ 44 ] |
| „Take Back the Night” (Live din Hoboken)   | N/A                         | Marc Klasfeld                                  | The 20/20 Experience – 2 of 2 | 2013 | [ 45 ] |
| „TKO”                                      | N/A                         | Ryan Reichenfeld                               | The 20/20 Experience – 2 of 2 | 2013 | [ 46 ] |
| „Not a Bad Thing”                          | N/A                         | Dennis Liu                                     | The 20/20 Experience – 2 of 2 | 2014 | [ 47 ] |
| „Love Never Felt So Good”                  | Michael Jackson             | Rich Lee Justin Timberlake                     | Xscape                        | 2014 | [ 48 ] |

### Apariții ca musafir
| Titlu         | Interpreți              | Director        | Album              | An   | Ref.   |
| ------------- | ----------------------- | --------------- | ------------------ | ---- | ------ |
| „Promiscuous” | Nelly Furtado Timbaland | Little X        | Loose              | 2006 | [ 49 ] |
| „Rehab”       | Rihanna                 | Anthony Mandler | Good Girl Gone Bad | 2008 | [ 50 ] |

## Albume video
| Titlu                                                                                      | Detaliile albumului                                                                 | Pozitie în clasament | Premii                        |
| Titlu                                                                                      | Detaliile albumului                                                                 | US                   | Premii                        |
| ------------------------------------------------------------------------------------------ | ----------------------------------------------------------------------------------- | -------------------- | ----------------------------- |
| Justified: The Videos                                                                      | - Lansat: 6 mai 2003 - Casa de discuri: Jive - Format: DVD                          | 10                   | - RIAA: Aur                   |
| Justin Timberlake: Live from London                                                        | - Lansat: 9 decembrie 2003 - Casa de discuri: Jive - Format: DVD                    | 11                   | - BPI: Aur - RIAA: Aur        |
| Video Triple Play                                                                          | - Lansat: 4 septembrie 2007 - Casa de discuri: Zomba - Format: Format digital       | —                    |                               |
| FutureSex/LoveShow: Live from Madison Square Garden                                        | - Lansat: 18 decembrie 2007 - Casa de discuri: Zomba - Formate: Format digital, DVD | 4                    | - BPI: Aur - RIAA: 5× Platină |
| „—” denotă faptul că albumul nu a ajuns în topuri sau nu a fost lansat în țara respectivă. |                                                                                     |                      |                               |

## Filmografie

### Film
| Titlu                  | An   | Rol                     | Director(i)             | Buget       | Box office  | Ref.                 |
| Titlu                  | An   | Rol                     | Director(i)             | USD$        | USD$        | Ref.                 |
| ---------------------- | ---- | ----------------------- | ----------------------- | ----------- | ----------- | -------------------- |
| Longshot               | 2000 | Himself                 | Lionel C. Martin        | Necunoscut  | Necunoscut  | [ 58 ]               |
| Model Behavior         | 2000 | Jason Sharp             | Mark Rosman             | Necunoscut  | N/A         | [ 59 ]               |
| Edison                 | 2005 | Joshua Pollack          | David J. Burke          | 25,000,000  | 4,143,414   | [ 60 ] [ 61 ]        |
| Alpha Dog              | 2006 | Frankie Ballenbacher    | Nick Cassavetes         | 15,000,000  | 32,145,115  | [ 62 ] [ 63 ]        |
| Black Snake Moan       | 2007 | Ronnie Morgan           | Craig Brewer            | 15,000,000  | 10,903,846  | [ 64 ] [ 65 ]        |
| Southland Tales        | 2007 | Private Pilot Abilene   | Richard Kelly           | 17,000,000  | 374,743     | [ 66 ] [ 67 ] [ 68 ] |
| Shrek the Third        | 2007 | Artie (voice)           | Chris Miller, Raman Hui | 160,000,000 | 798,958,162 | [ 69 ] [ 70 ]        |
| The Love Guru          | 2008 | Jacques „Le Coq” Grande | Marco Schnabel          | 62,000,000  | 40,863,344  | [ 71 ] [ 72 ]        |
| The Open Road          | 2009 | Carlton Garrett         | Michael Meredith        | 10,000,000  | Necunoscut  | [ 73 ] [ 74 ]        |
| The Social Network     | 2010 | Sean Parker             | David Fincher           | 40,000,000  | 224,920,315 | [ 75 ] [ 11 ]        |
| Yogi Bear              | 2010 | Boo-Boo Bear (voce)     | Eric Brevig             | 80,000,000  | 201,584,141 | [ 76 ] [ 77 ]        |
| Bad Teacher            | 2011 | Scott Delacorte         | Jake Kasdan             | 20,000,000  | 216,197,492 | [ 12 ] [ 14 ]        |
| Friends with Benefits  | 2011 | Dylan Harper            | Will Gluck              | 35,000,000  | 149,542,245 | [ 13 ] [ 15 ]        |
| In Time                | 2011 | Will Salas              | Andrew Niccol           | 40,000,000  | 173,930,596 | [ 79 ] [ 80 ]        |
| Trouble with the Curve | 2012 | Johnny Flanagan         | Robert Lorenz           | 60,000,000  | 35,079,613  | [ 81 ] [ 82 ]        |
| The Short Game         | 2013 | Executive producer      | Josh Greenbaum          | Necunoscut  | 39,819      | [ 83 ]               |
| Runner Runner          | 2013 | Richie Furst            | Brad Furman             | 30,000,000  | 62,675,095  | [ 84 ] [ 85 ]        |
| Inside Llewyn Davis    | 2013 | Jim Berkey              | Joel Coen, Ethan Coen   | 11,000,000  | 32,935,319  | [ 86 ]               |

### Televiziune
| Titlu                      | An        | Rol                               | Producător/Creator                         | Note                                     |
| -------------------------- | --------- | --------------------------------- | ------------------------------------------ | ---------------------------------------- |
| The Mickey Mouse Club      | 1993–1995 | El însuși                         | Bill Walsh                                 | 4 episoade                               |
| Clueless                   | 1999      | El însuși                         | Amy Heckerling                             | Episod: „None for the Road”              |
| Sabrina, the Teenage Witch | 1999      | El însuși                         | Nell Scovell                               | Episod: „Sabrina and the Pirates”        |
| Touched by an Angel        | 1999      | Interpret de pe stradă            | John Masius                                | Episod: „Voice of an Angel”              |
| Sesame Street              | 2000      | El însuși                         | Joan Ganz Cooney, Lloyd Morrisett          | Episod: „Elmo in Numberland”             |
| The Simpsons               | 2001      | El însuși (voce)                  | Matt Groening                              | Episod: „New Kids on the Blecch”         |
| MADtv                      | 2001      | El însuși                         | William Gaines, Fax Bahr, Adam Small       | Episod: „6.25”                           |
| All That                   | 2002      | El însuși                         | Brian Robbins, Mike Tollin                 | Episod: „Justin Timberlake/Aaron Carter” |
| Punk'd                     | 2003–2007 | El însuși                         | Ashton Kutcher                             | 3 episoade                               |
| Saturday Night Live        | 2003–2013 | El însuși (gazdă/invitat muzical) | Lorne Michaels                             | 6 episoade                               |
| 2003 MTV Movie Awards      | 2003      | El însuși (gazdă)                 | N/A                                        | TV Special                               |
| 2007 Kids' Choice Awards   | 2007      | El însuși (gazdă)                 | N/A                                        | TV Special                               |
| ESPY Awards 2008           | 2008      | El însuși (gazdă                  | N/A                                        | TV Special                               |
| The Phone                  | 2009      | Producător executiv               | N/A                                        | 6 episoade                               |
| The Cleveland Show         | 2011      | Paul / Rallo's Booger (voce)      | Seth MacFarlane, Mike Henry, Richard Appel | Episod: „Terry Unmarried”                |

### Jocuri video
| Titlu           | An   | Voce         |
| --------------- | ---- | ------------ |
| Shrek the Third | 2007 | Artie        |
| Yogi Bear       | 2010 | Boo-Boo Bear |

### Reclame
| Produs/Brand               | An   | Director                                | Ref    |
| -------------------------- | ---- | --------------------------------------- | ------ |
| I'm Lovin' It (McDonald's) | 2003 | Necunoscut                              | [ 87 ] |
| Pepsi                      | 2008 | Necunoscut                              | [ 88 ] |
| 901 Tequila                | 2010 | Justin Timberlake                       | [ 89 ] |
| Givenchy Play              | 2011 | Necunoscut                              | [ 90 ] |
| Callaway Golf Company      | 2012 | Justin Timberlake (director de creație) | [ 91 ] |